# Helmetia expansa
L'elmetia (Helmetia expansa) è un artropode estinto, vissuto nel Cambriano medio (circa 505 milioni di anni fa). I suoi resti fossili sono stati ritrovati nel famoso giacimento di Burgess Shales, in Canada.

## Descrizione
Questo artropode possedeva un capo appiattito e allargato, dall'esoscheletro cefalico molto sottile e probabilmente semitrasparente. Era comunque presente un paio di spine rivolte in avanti, lungo gli angoli anteriori del carapace, che implicavano una costituzione rigida. Davanti al cephalon vero e proprio si trovava una grande struttura ovale, che probabilmente indicava la presenza di un labrum. I segmenti toracici erano sei e ben divisi tra loro, ed erano seguiti da una coda dotata di ulteriori due paia di spine laterali e di una spina finale. Le zampe sono poco conosciute, ma sembra che vi fossero due file di arti frondosi, dalla struttura simile a una branchia; l'unico fossile noto non conserva parti dure e arti ambulacrali.

## Classificazione
Fino a pochi anni fa, l'elmetia non sembrava ricadere sotto un qualunque gruppo di artropodi conosciuti; secondo alcuni studiosi, tra cui Derek Briggs, questo animale era raggruppato con gli aracnomorfi. Solo con la scoperta di fossili simili meglio conservati, provenienti dal giacimento di Chengjiang in Cina, si fece luce sulla vera natura di questo animale. I vari organismi del sito cinese (Rhombicalvaria, Kuamaia, Skioldia) possedevano chiaramente arti biramati (branchia e arto ambulacrale), occhi posti su peduncoli sotto il corpo, antenne e un lobo anteriore. Si pensa che questi animali, noti collettivamente come elmetiidi (Helmetiidae) potrebbero essere imparentati con i trilobiti a causa di alcune somiglianze del carapace.